# Humber (marka samochodów)

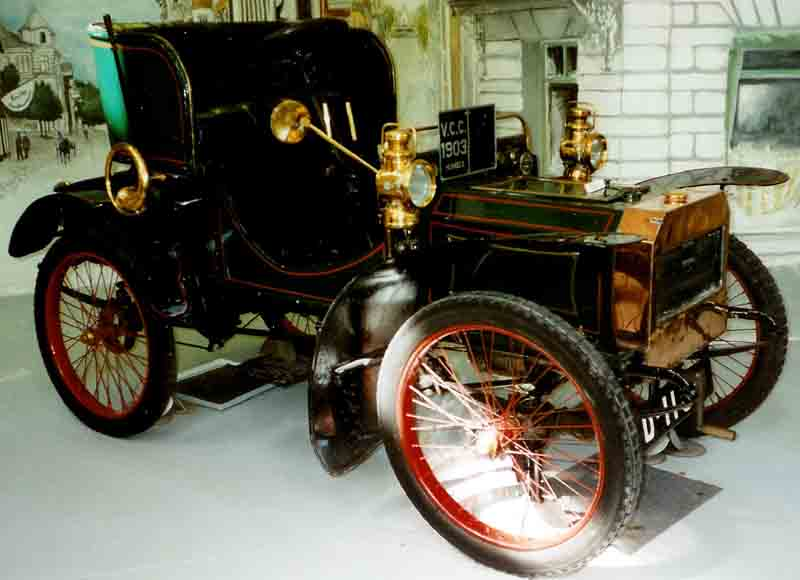
Humber Humberette 5 HP
Voiturette 1903

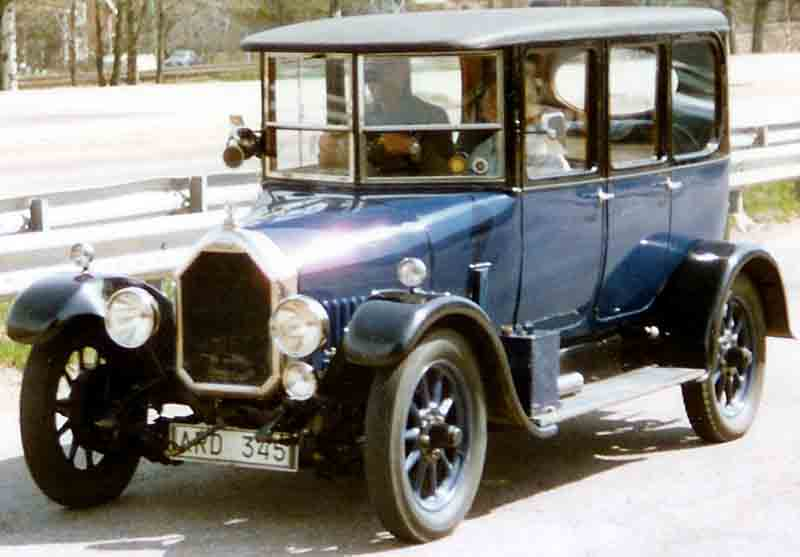
Humber 11,4 HP Saloon 1924

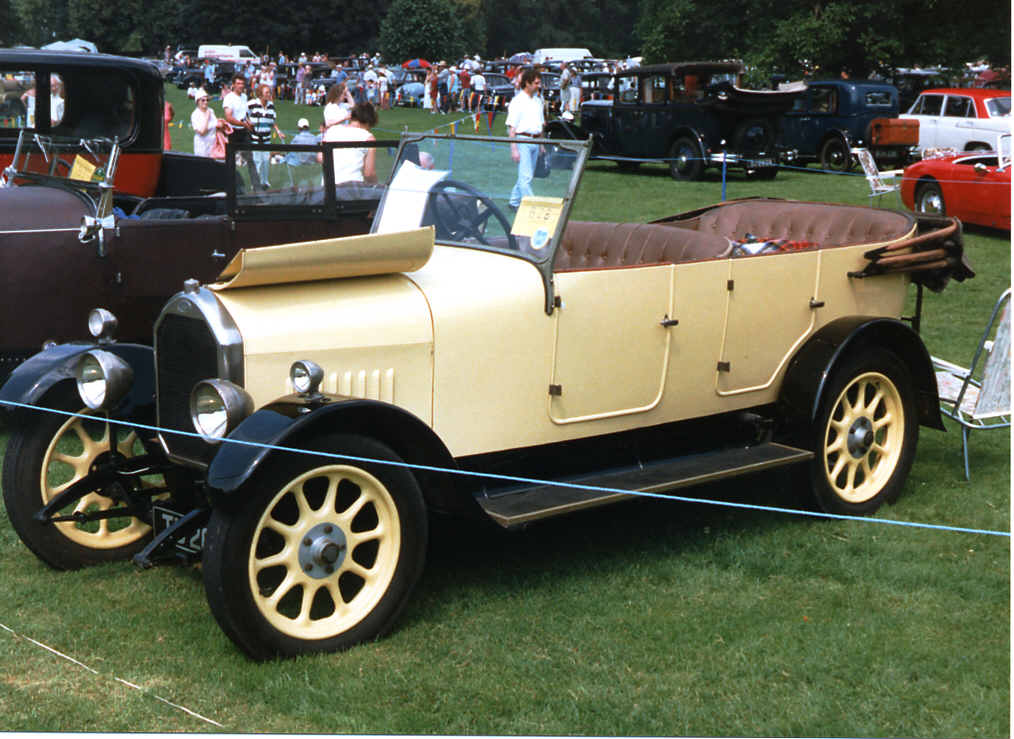
1926 Humber 9/20 tourer

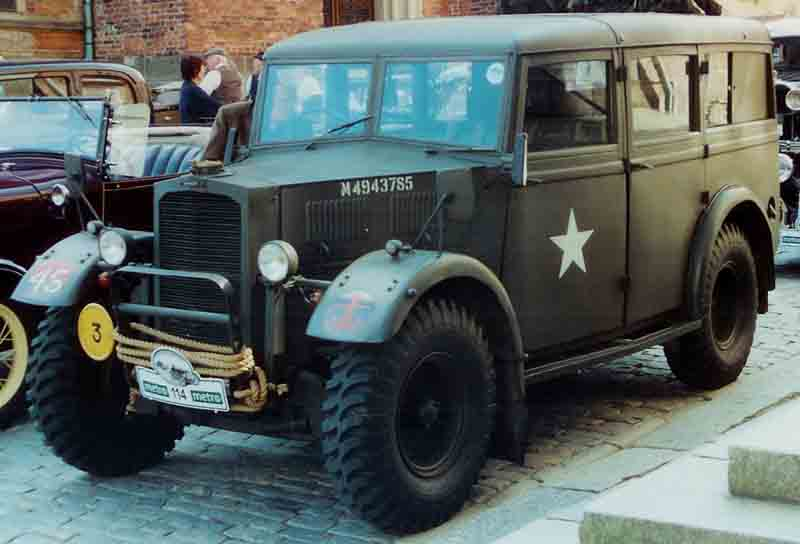
Humber Heavy Utility 1940

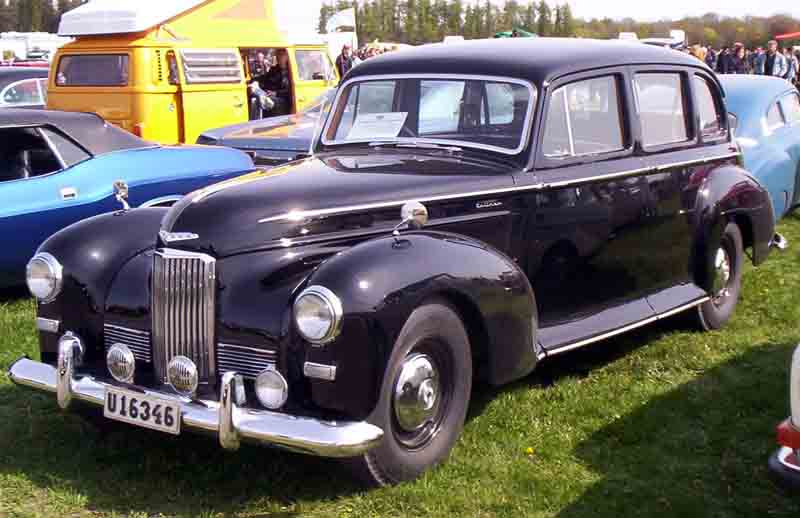
Humber Pullman

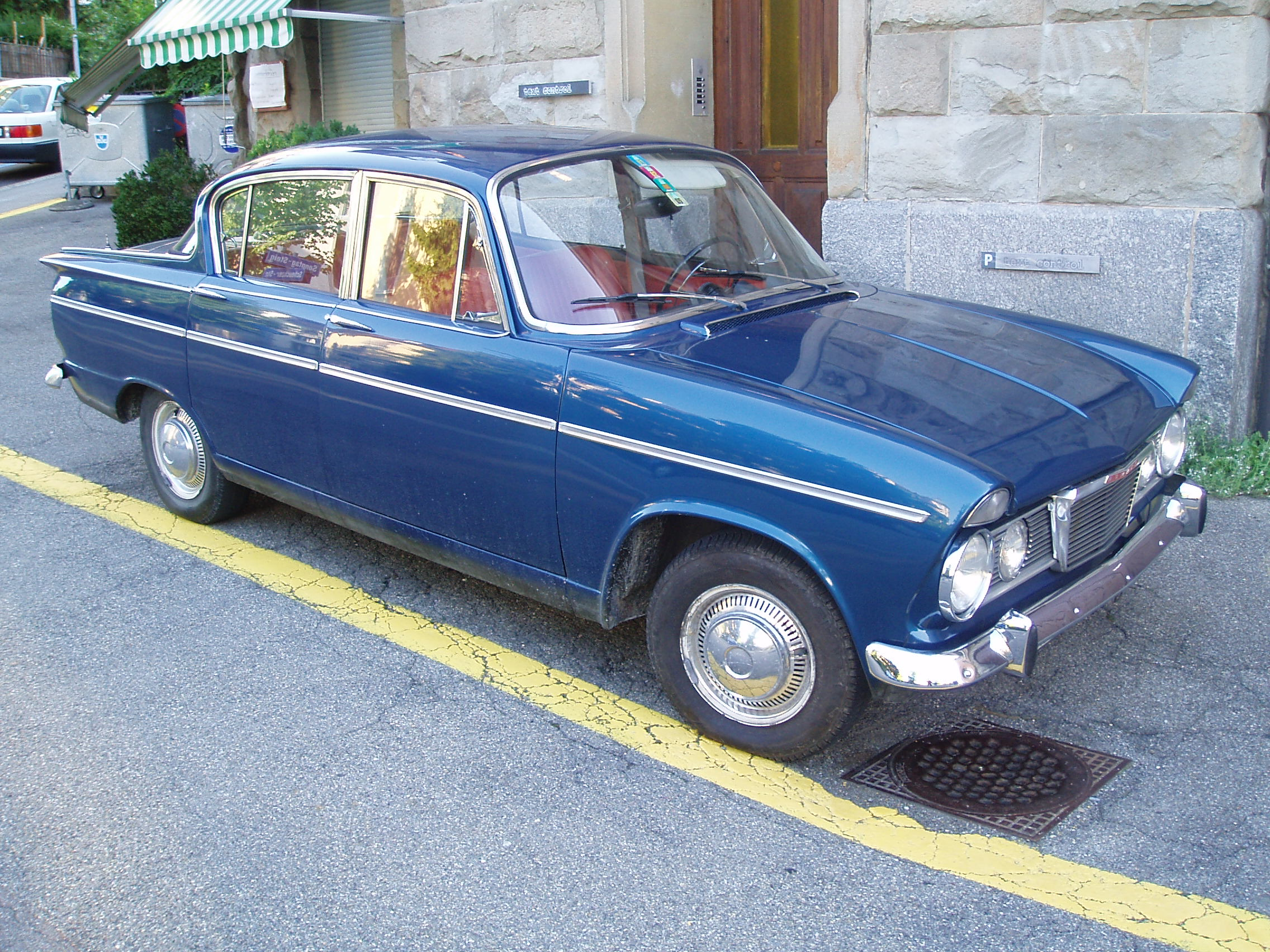
1965 Humber Sceptre Mk 2

Humber – brytyjska marka samochodowa założona przez Thomasa Humbera, który od 1868 do 1932 wytwarzał rowery. Po przystąpieniu do spółki innych udziałowców firma Humber zaczęła budować pojazdy silnikowe. W 1931 firma stała się częścią koncernu Rootesa. Przedsiębiorstwo produkowało przede wszystkim samochody luksusowe.

## Historia
W 1896 firma wypuściła pierwszy motocykl, a dwa lata później trójkołowiec według wzoru pojazdu Bollée. W 1900 powstał pierwszy samochód czterokołowy, jednak pierwszym samochodem wytwarzanym na większą skalę (w zakładach Coventry) był model Humberette z 1903. Pojazd posiadał silnik 1-cylindrowy o pojemności 613 cm³ i przekładnie dwubiegową. W ciągu pół roku firma sprzedała ok. 500 sztuk pojazdów. W 1905 ukazał się samochód model 8/10 HP z silnikiem 4-cylindrowym dwulitrowym. Wkrótce na rynek wyszły kolejne modele aut osobowych. Od 1906 zmodernizowano zakłady w Coventry, a w 1909 zlikwidowano te w Beaston. Po reorganizacji firma była w kryzysie i w 1910 zmieniła profil produkcyjny - zaczęła wytwarzać silniki lotnicze i samoloty.
Podczas I wojny światowej firma produkowała sprzęt wojskowy, samoloty i amunicję. W 1913 wznowiono produkcję samochodów Humberette z silnikami 2-cylindrowymi widlastymi, o pojemności 998 cm³, chłodzonymi wodą i powietrzem. Firma produkowała 70 pojazdów tygodniowo. Po wojnie firma stopniowo powiększała samochody wyposażając je w eleganckie nadwozia. Silniki 6-cylindrowe były podstawowym źródłem napędu samochodów Humber do 1940. 
W 1926 firma połączyła się z firmą Commer, dwa lata później z Hillman i razem z nimi weszła w skład koncernu Rootes Group.
W czasie II wojny światowej firma Humber dostarczała osobowe samochody dowódcze dla wojska. Takim samochodem jeździł np. marszałek Montgomery. Po wojnie produkowano serie samochodów osobowych: modele Hawk, Super Snipe, Pullman i Imperial. Od 1963 i w latach siedemdziesiątych modele Sceptre (w konstrukcji podobne do modeli Hillman Hunter).
Koncern Rootes w 1967 został przejęty przez amerykański koncern Chrysler, a samochody pod tą marką produkowano do 1976.

## Główne modele
- Humber 8 1902
- Humber 12 1902
- Humber 20 1903
- Humberette 1904 i 1911-15
- Humber 8/10 1905
- Humber 10/12 1905-07
- Humber 30/40 1908-09
- Humber 11 1912
- Humber 10 1919-21
- Humber 15.9 1919-25
- Humber 11.4 i 12/25 1921-25
- Humber 8/18 1922-25
- Humber 15/40 1924-28
- Humber 9/20 i 9/28 1925-30
- Humber 14/40 1926-29
- Humber 20/55 i 20/65 1926-29
- Humber 16/50 1928-32
- Humber 23.8 Snipe i Pullman 1929-35
- Humber 16-60 Snipe 1933-35
- Humber 12 1933-37
- Humber 16 1936-40
- Humber Snipe 1929-47
- Humber Pullman 1930-54
- Humber Hawk 1945-67
- Humber Super Snipe 1938-67
- Humber Sceptre 1963-76
- Humber Vogue 1963-66 (Australia)